# Lance (nome)
Lance  è un nome proprio di persona inglese maschile.

## Origine e diffusione
Deriva dal nome germanico Lanzo, che era in origine un ipocoristico di altri nomi comincianti con l'elemento con land che significa "terra", "landa". A partire dal Medioevo, però, è stato ricondotto per etimologia popolare al termine francese antico lance, "lancia", un'associazione che ne ha aiutato la diffusione. Dopo essere caduto in disuso, il nome è riaffiorato nel XVI secolo, probabilmente come ripresa del cognome derivato dal nome stesso. 
La stessa etimologia di Lance è condivisa anche dal nome italiano Lando; inoltre, il nome Lancillotto nasce probabilmente come diminutivo di Lanzo.

## Onomastico
Il nome è adespota, ossia privo di santo patrono; l'onomastico ricade pertanto il 1º novembre, festa di Ognissanti.

## Persone

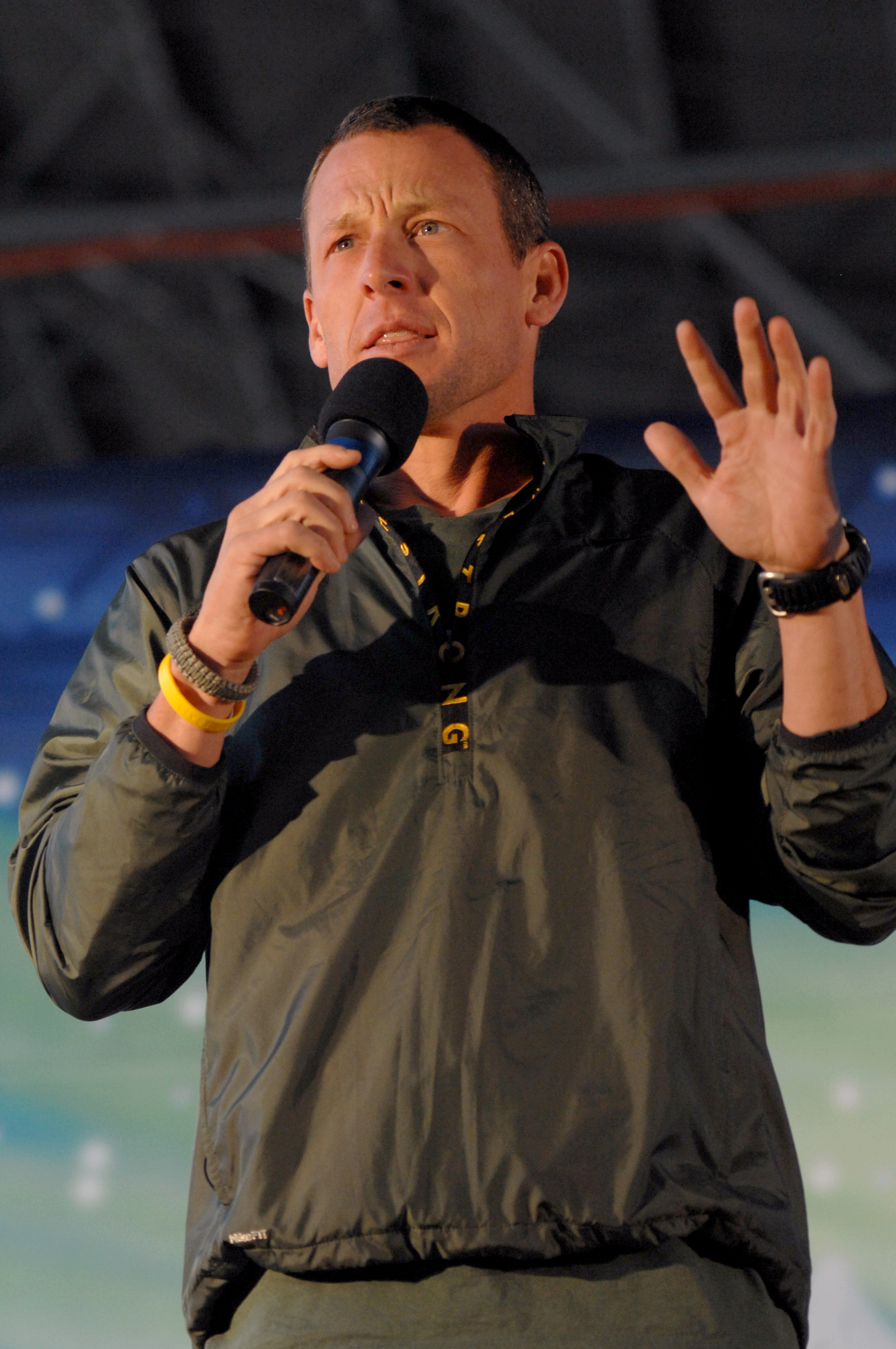
Lance Armstrong

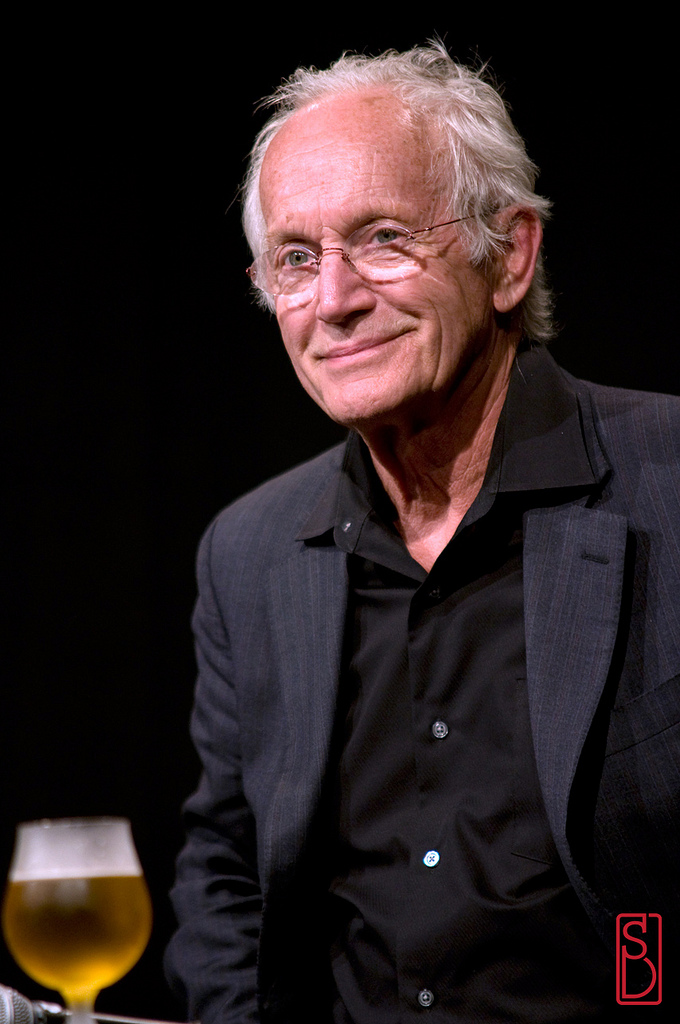
Lance Henriksen

- Lance Alworth, giocatore di football americano statunitense
- Lance Armstrong, ciclista su strada e biker statunitense
- Lance Cade, wrestler statunitense
- Dustin Lance Black, sceneggiatore, regista, produttore televisivo e cinematografico e attivista LGBT statunitense
- Lance Davids, calciatore sudafricano
- Lance Henriksen, attore statunitense
- Lance Hoyt, wrestler statunitense
- Lance LeGault, attore statunitense
- Lance Reddick, attore statunitense
- Lance Reventlow, pilota automobilistico statunitense
- Lance Stephenson, cestista statunitense
- Lance Storm, wrestler canadese
- Lance Stroll, pilota automobilistico canadese

## Il nome nelle arti
- Lance è un personaggio della serie Pokémon.
- Lance è un personaggio del film del 1994 Pulp Fiction, diretto da Quentin Tarantino.
- Lance Escava è un personaggio della saga di Artemis Fowl, scritta da Eoin Colfer.
- Lance McLain é un personaggio della serie animata Voltron: Legendary Defender.
- Lance Sweets è un personaggio della serie televisiva Bones.
- Lance Sterling è un personaggio del film del 2019 Spie sotto copertura.